# Brucellaceae
Famille
Les Brucellaceae forment une famille de bactéries à Gram négatif de la classe des Alphaproteobacteria. Cette famille comprend des bactéries pathogènes zoonotiques comme les Brucella qui peuvent aussi être retrouvées dans l'environnement.

## Description
Les Brucellaceae comprennent des bactéries Gram négatives.

## Taxonomie
Le nom correct complet (avec auteur) de ce taxon est Brucellaceae Breed et al. 1957. Il est inclus dans la liste des noms validés par le Comité international de systématique des procaryotes (ICSP) depuis 1980.
Le genre type est : Brucella Meyer & Shaw 1920.

### Étymologie
L'étymologie de cette famille est la suivante : N.L. fem. dim. n. Brucella, genre type de la famille; L. fem. pl. n. suff. -aceae, suffixe définissant une famille; N.L. fem. pl. n. Brucellaceae, la famille des Brucella.

### Phylogénie
Des analyses phylogénétiques ont mené à l'exclusion du genre Mycoplana de cette famille et à la synonymie du genre Ochrobactrum avec celui de Brucella.

## Liste des genres

### Genres valides
Selon la base LPSN (30 juillet 2023), la famille Brucellaceae comprend 5 genres publiés de manière valide :
- Brucella Meyer & Shaw 1920
- Daeguia Yoon et al. 2008
- Falsochrobactrum Kämpfer et al. 2013
- Paenochrobactrum Kämpfer et al. 2010
- Pseudochrobactrum Kämpfer et al. 2006

### Genre publié de manière non valide
Selon la base LPSN (30 juillet 2023), il existe un genre publié en 1934 de manière non valide et dont le nom reste le nom préféré mais non correct:
- "Noguchia" Olitsky et al. 1934